# Rio de la Crea

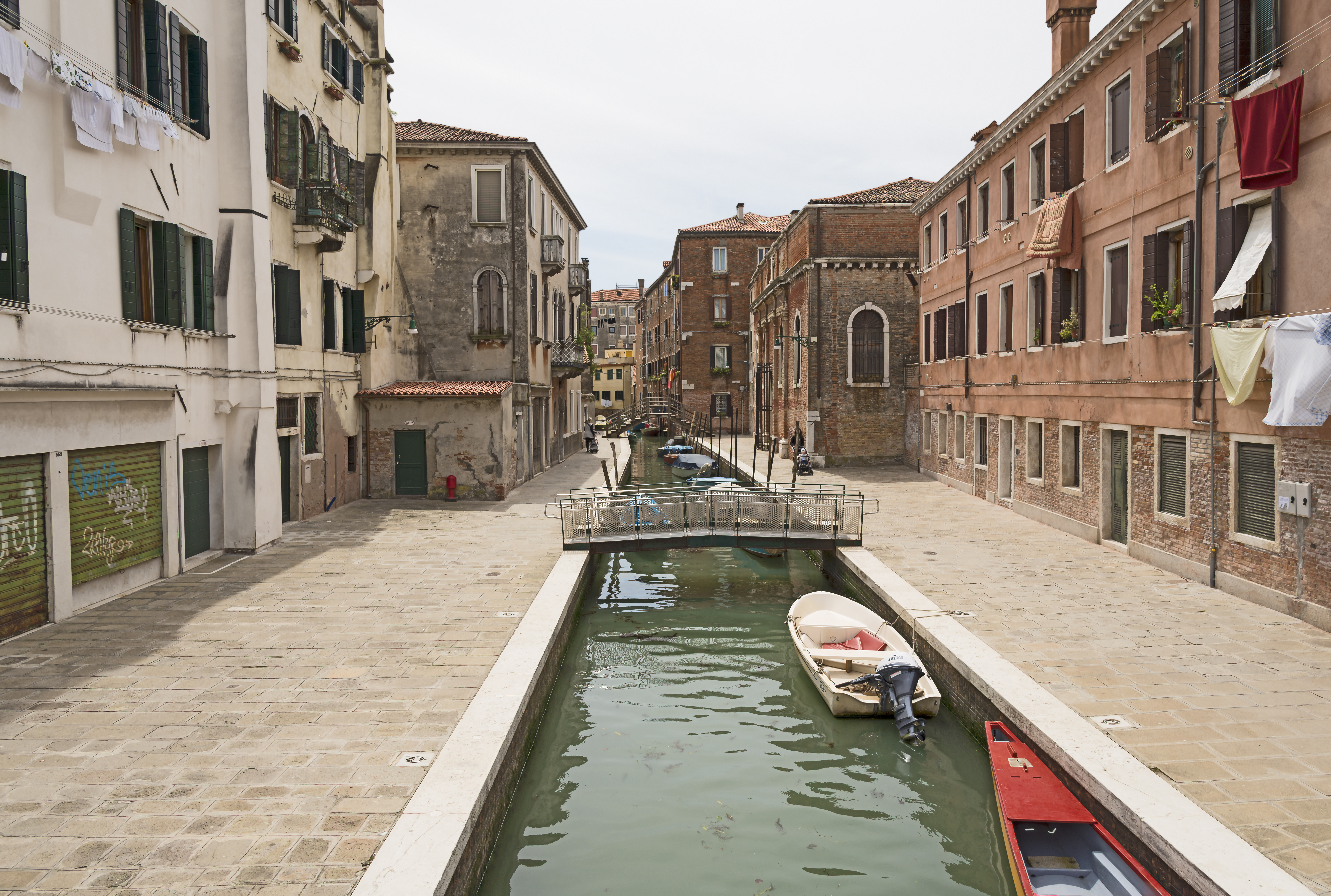
Rio de la Crea

Le rio della Crea, rio de la Crea en vénitien (canal de la craie) , aussi appelé rio Bosello est un canal de Venise dans le sestiere de Cannaregio.

## Origine
Les dépôts d'argile (vén. crea), matière première destinée à la production de briques dans les différentes briqueteries (fornaci) qui existaient jadis dans la zone, donnèrent son nom au rio qui s'enfonce dans le bout occidental du sestiere de Cannaregio et qui jadis mettait en communication le canal homonyme avec la sacca de Santa Lucia, où fut créé en 1846 la gare terminale de la voie ferrée translagunare. 
La partie enfouie en 1835 fut finalement rouverte quelques années plus tard pour déboucher dans le canal de Cannaregio.

## Description
Le rio della Crea a une longueur d'environ 580 mètres. Il part du Canale Colambola, qui délimite Venise sur son flanc ouest ; sa première moitié longe les voies de la gare ferroviaire de Santa Lucia dans le sens sud-est en passant sur sa gauche le rio di San Giobbe, après quoi la seconde partie vire à 90 degrés vers le Canal de Cannaregio dans le sens nord-ouest. Le rio se termine dans le Canal de Cannaregio sous le Ponte de la Crea du Fondamenta San Giobbe, en face du Palais Surian Bellotto.
En 1834 fut enfoui une partie de ce canal, créant ainsi le Rio Terà de la Crea. La partie enfouie du Rio de la Crea partait au canal de Cannaregio et aboutissait près de la corte de Santa Maria de le Pazienze. En 1998, la municipalité a décidé de rouvrir le fleuve, qui était devenu entretemps un égout à ciel ouvert.

### Rio dei Ballini
Jadis, le Rio dei Ballini, qui était un rio morte (en cul-de-sac), partait du coude du Rio de la Crea et se terminait par un coude d'ouest en est au début de la Calle de la Misericordia. Un pont l'a traversé. 

Lors de son enfouissement en 1827 et 1835, furent créés la calle Priuli dei Cavaletti, dans sa partie finale et Rio Terà dei Ballini, appelée ainsi en raison de l'existence d'une fabrique de pellets de plomb tout près.

## Curiosités
- Une halte de vaporetto sur le Canal de Cannaregio à l'embouchure du rio tera della Crea porte le même nom.

## Ponts
- A son contact avec la lagune, parallèlement à la gare Santa Lucia, il est traversé par le ponte Valeria Solesin, nom donné d'après une victime vénitienne du massacre du Bataclan ;
- Au Fondamenta ai Cavaleti, le rio est traversé par le Ponte Priuli dei Cavaleti ;
- À son embouchure dans le Canal de Cannaregio, il est traversé par le Ponte de la Crea (ou Ponte Ospisio da Ponte) ;
- Deux ponts privés traversent ce rio avant son embouchure ouest dans la lagune.

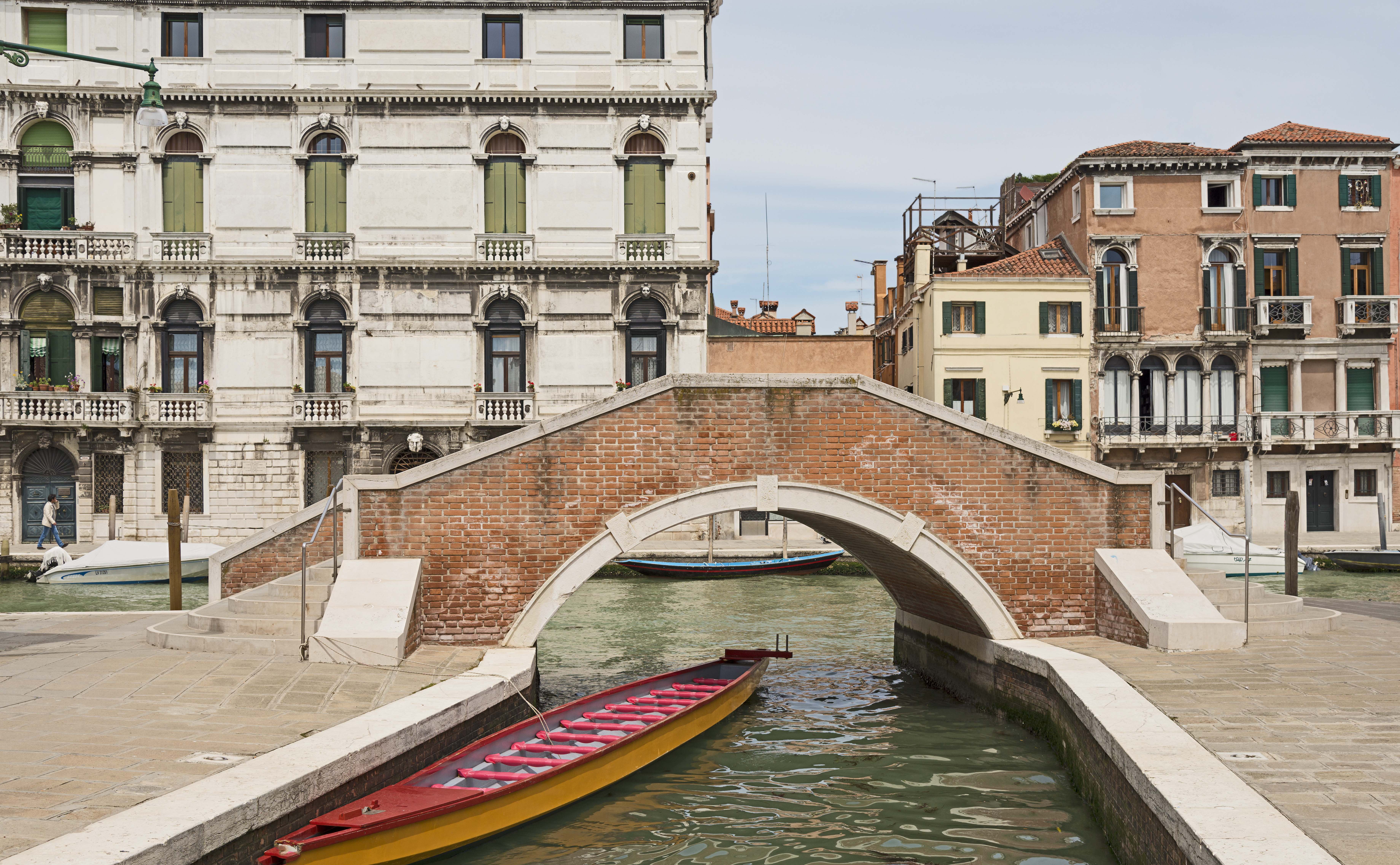
Rio et Ponte de la Crea